# Алданлаг
Алда́нский исправи́тельно-трудово́й ла́герь (Алданла́г) — подразделение, действовавшее в системе исправительно-трудовых учреждений СССР.
Также известен как Алданзолото.

## История
Алданлаг был организован 7 июня 1947 года. Управление Алданлага располагалось первоначально в посёлке Алдан, Якутская АССР. В оперативном командовании он подчинялся первоначально Специальному главному управлению Главспеццветмет (СГУ) МВД СССР и Управлению исправительно-трудовых лагерей и колоний МВД Якутской АССР, в дальнейшем был переподчинён ГУЛАГ Министерства Юстиции СССР.
Максимальное единовременное количество заключённых достигало более 3500 человек.
Алданлаг был закрыт 29 апреля 1953 года.

## Производство
Основным видом производственной деятельности заключённых была добыча золота, горные и земляные работы, строительство и лесозаготовки.

## Начальники лагеря
- С. Ф. Мальцев (1947-1949)
- Н. Е. Заикин (1949-1953)
- В. Г. Филатов (1953)

## См.также
Лагеря ОГПУ-НКВД-МВД